# Antimerus auricomus
Antimerus auricomus  (лат.) — вид жуков-стафилинид из подсемейства Staphylininae. Австралия.

## Описание
Среднего размера коротконадкрылые жуки-стафилины, длина тела около 1,5 см. Голова и переднеспинка с голубовато-зелёным отблеском, надкрылья красные с чёрными отметинами; основная окраска брюшка чёрная. Ширина головы примерно равна ширине пронотума, надкрылий и брюшка. Голова поперечная; шея в 2 раза уже головы. Переднеспинка субквадратная или поперечная. Скутеллюм крупный, треугольной формы с двумя поперечными килями. Надкрылья (вместе взятые) примерно равной ширины и длины. От близких родов отличается крупными размерами и серповидными мандибулами без отчётливых зубцов. Лапки 5-члениковые; 1-4 членики всех пар лапок у обоих полов широкие с щетинками на вентральной стороне. Обитают во влажных лесах Австралии.